# Hippoporina apertura
Hippoporina apertura är en mossdjursart som först beskrevs av Osburn 1952.  Hippoporina apertura ingår i släktet Hippoporina och familjen Bitectiporidae. Inga underarter finns listade i Catalogue of Life.